# Яньтин
Яньти́н (кит. упр. 盐亭, пиньинь Yántíng) — уезд городского округа Мяньян провинции Сычуань (КНР).

## История
С древних времён эта местность была известна под названием Чаньтин, поэтому когда при империи Восточная Цзинь в 405 году сюда была переведена администрация уезда Ваньань (万安县), то в 535 году название уезда было изменено на Чаньтин (潺亭县). В связи с тем, что в уезде имелись соляные копи, в 554 году название уезда было изменено на Яньтин.
В 1950 году в провинции Сычуань был образован Специальный район Мяньян (绵阳专区), которому, среди прочих, был подчинён и уезд Яньтин. В 1970 году он был преобразован в Округ Мяньян (绵阳地区). В 1985 году округ Мяньян был преобразован в городской округ Мяньян.

## Административное деление
Уезд Яньтин делится на 14 посёлков, 21 волость и 1 национальную волость.